# جيريمي برنارد
جيريمي برنارد (بالإنجليزية: Jeremy Bernard)‏ هو سياسي أمريكي، ولد في 4 نوفمبر 1961 في سان أنطونيو في الولايات المتحدة. حزبياً، نشط في الحزب الديمقراطي.